# Maximilian Ugrai
Maximilian Ugrai (* 28. Juli 1995 in Bad Mergentheim) ist ein ehemaliger deutscher Basketballspieler. Ugrai spielte ab seinem 13. Lebensjahr für s.Oliver Würzburg. Er bestritt 283 Spiele in der Basketball-Bundesliga und war A2-Nationalspieler.

## Leben

### Privater Werdegang
Seine Kindheit verbrachte Ugrai in Heckfeld, einem Stadtteil von Lauda-Königshofen im Main-Tauber-Kreis. Nachdem er zuvor Fußball beim FC Heckfeld gespielt hatte, begann Ugrai im Jahr 2008 mit dem Basketballsport in der Basketball-AG des Matthias-Grünewald-Gymnasiums in Tauberbischofsheim, konnte jedoch nicht an den Turnieren oder Spielen teilnehmen, da er von einer anderen Schule kam. Auch die Teilnahme an einer Basketballgruppe in Bad Mergentheim blieb nur von kurzer Dauer. Als sich seine Mutter bereit erklärte, ihren Sohn zweimal in der Woche nach Würzburg zu fahren, schloss sich Ugrai den Würzburg Baskets an. Mit seinem späteren Umzug nach Würzburg besuchte er die Sportförderklasse des Deutschhaus-Gymnasiums und erlangte dort im Jahr 2014 das Abitur.

### Sportliche Laufbahn

#### Anfänge im Würzburger Nachwuchs
Der 2,04 m lange Ugrai spielte ab seinem 13. Lebensjahr in der Nachwuchsabteilung von s.Oliver Baskets Würzburg. Ab der Saison 2011/12 sammelte er außerdem regelmäßig Spielpraxis bei Take-Off Würzburg. Als 16-Jähriger stieg er 2012 mit der Reservemannschaft der s.Oliver Baskets in die Regionalliga Südost auf. In der NBBL-Saison 2013/14 legte Ugrai als Flügelspieler mit durchschnittlich 18,6 Punkten und 10,3 Rebounds ein „Double-Double“ auf und zog mit der s.Oliver Baskets Akademie ins Viertelfinale um die deutsche Meisterschaft ein.

#### Erst- und Zweitligaspieler
In der Saison 2012/13 wurde Ugrai in einem Spiel eingesetzt und erreichte dabei in 20:12 Minuten Einsatzzeit 11 Punkte, 4 Rebounds und 3 Steals. Im Jahr 2013 unterschrieb Ugrai seinen ersten Profivertrag bei den s.Oliver Baskets. In der Saison 2013/14 kam er als Flügelspieler in der Basketball-Bundesliga (BBL) auf einen Einsatz sowie auf 14 Einsätze in der Nachwuchs-Basketball-Bundesliga (NBBL). Nach dem Abstieg zum Ende der Saison 2013/14 und dem Wiederaufstieg 2014/15 der S.Oliver Baskets war Ugrai somit einer der wenigen eigenen Nachwuchsspieler der Würzburger Bundesliga-Mannschaft.
2015 unterschrieb Ugrai bei den Würzburgern einen neuen Drei-Jahres-Vertrag bis zum Ende der Saison 2017/18. In der Bundesligasaison 2015/16 kam Ugrai in 25 Spielen, davon 22 in der Hauptrunde und 3 im Viertelfinale der Play-offs gegen die Brose Baskets Bamberg, im Schnitt 10:42 Minuten zum Einsatz und erzielte durchschnittlich 3,4 Punkte und 1,7 Rebounds. Nach der Saison 2016/2017 gab Würzburg, dass Ugrai den Verein verlassen werde. Im Juni 2017 wurde er vom Bundesligisten Science City Jena als Neuzugang vermeldet.
Bei den Thüringern kam er in der Saison 2017/18 in allen 34 Bundesliga-Spielen zum Einsatz, 27 Mal davon in der Anfangsaufstellung. Dabei erzielte Ugrai im Durchschnitt 7,4 Punkte pro Partie und erreichte in den meisten relevanten Statistiken persönliche Karrierebestwerte. Mitte Mai 2018 gab Jenas Bundesliga-Konkurrent Ratiopharm Ulm Ugrais Verpflichtung bekannt. In seinem ersten Jahr im Ulmer Dress stand Ugrai in der Saison 2018/19 in 29 Bundesliga-Partien auf dem Feld. Daneben sammelte er Erfahrung auf europäischer Ebene und nahm mit Ulm am Vereinswettbewerb Euro Cup teil. Eine Knieverletzung im Sommer 2019 sorgte dafür, dass Ugrai den Großteil der Saison 2019/20 verpasste.
Im August 2020 wurde er vom Zweitligisten Eisbären Bremerhaven verpflichtet. Mit 12,9 Punkten je Begegnung war Ugrai im Spieljahr 2020/21 drittbester Korbschütze der Mannschaft. Mit seinem Wechsel zu den MLP Academics Heidelberg im Sommer 2021 kehrte er in die Bundesliga zurück. Nach zwei Jahren in Heidelberg wurde Ugrai wieder vom Bundesligisten Würzburg verpflichtet. In den Spieljahren 2023/24 und 2024/25 erreichte er mit Würzburg jeweils das Halbfinale um die deutsche Meisterschaft. Im Juni 2025 gab er wegen Kniebeschwerden das Ende seiner Leistungssportlaufbahn bekannt.

## Sportliche Erfolge

### Verein
2012 stieg Ugrai als 16-Jähriger mit der Reservemannschaft der s.Oliver Baskets Würzburg in die Regionalliga Südost auf. 2014 gelang die Meisterschaft und der damit verbundene Aufstieg in die ProB Süd. In der ProA-Saison 2014/15 wurde Ugrai im April/Mai zum Youngster des Monats gewählt.

### Nationalmannschaft

#### Juniorenauswahl
Er hat als Stammspieler mit den deutschen U16- und U18-Auswahlen an Europameisterschaften teilgenommen. 2014 war er Co-Kapitän der deutschen Auswahl bei der U20-Basketball-Europameisterschaft auf Kreta. 2015 nahm Ugrai an der U20-Europameisterschaft in der Provinz Udine teil.

#### A-Nationalmannschaft
2015 wurde Ugrai erstmals für einen Trainingslehrgang der A-Nationalmannschaft nominiert. 2016 folgte eine Einladung für das Sommerprogramm der deutschen A2-Auswahl mit Länderspielen, einem Lehrgang sowie einem internationalen Turnier. Im August 2017 nahm er mit der deutschen Studentennationalmannschaft an der Sommer-Universiade 2017 in Taipeh teil.

## Saisonstatistiken

### Bundesliga-Hauptrunde
| Saison  | Mannschaft | GP | GS | MPG   | PPG  | 2P % | 3P % | FG % | FT % | RPG | APG | SPG | BPG |
| ------- | ---------- | -- | -- | ----- | ---- | ---- | ---- | ---- | ---- | --- | --- | --- | --- |
| 2012/13 | Würzburg   | 1  | 0  | 20:12 | 11.0 | 50.0 | 66.7 | 57.1 | 25.0 | 4.0 | 0.0 | 3.0 | 0.0 |
| 2013/14 | Würzburg   | 14 | 1  | 3:45  | 0.9  | 33.3 | 20.0 | 27.3 | 83.3 | 0.7 | 0.2 | 0.0 | 0.0 |
| 2015/16 | Würzburg   | 22 | 6  | 10:16 | 3.4  | 50.0 | 43.8 | 48.0 | 82.6 | 1.7 | 0.9 | 0.1 | 0.3 |
| 2016/17 | Würzburg   | 30 | 19 | 17:53 | 4.3  | 51.6 | 30.0 | 43.1 | 70.0 | 2.5 | 0.9 | 0.5 | 0.6 |
| 2017/18 | Jena       | 34 | 27 | 19:42 | 7.4  | 57.7 | 37.6 | 47.9 | 76.6 | 3.0 | 0.7 | 0.6 | 0.5 |
| 2018/19 | Ulm        | 29 | 0  | 11:53 | 3.2  | 54.2 | 35.7 | 41.3 | 70.0 | 1.8 | 0.6 | 0.3 | 0.2 |
| 2019/20 | Ulm        | 6  | 0  | 5:17  | 0.5  | 25.0 | 0.0  | 16.7 | 50.0 | 0.7 | 0.3 | 0.0 | 0.0 |

### Bundesliga-Play-offs
| Saison  | Team     | GP | GS | MPG   | PPG | 2P % | 3P % | FG % | FT % | RPG | APG | SPG | BPG |
| ------- | -------- | -- | -- | ----- | --- | ---- | ---- | ---- | ---- | --- | --- | --- | --- |
| 2015/16 | Würzburg | 3  | 3  | 13:51 | 3.3 | 30.0 | 50.0 | 33.3 | 50.0 | 1.7 | 0.0 | 0.3 | 0.3 |